# Теребовлянський фаховий коледж культури і мистецтв

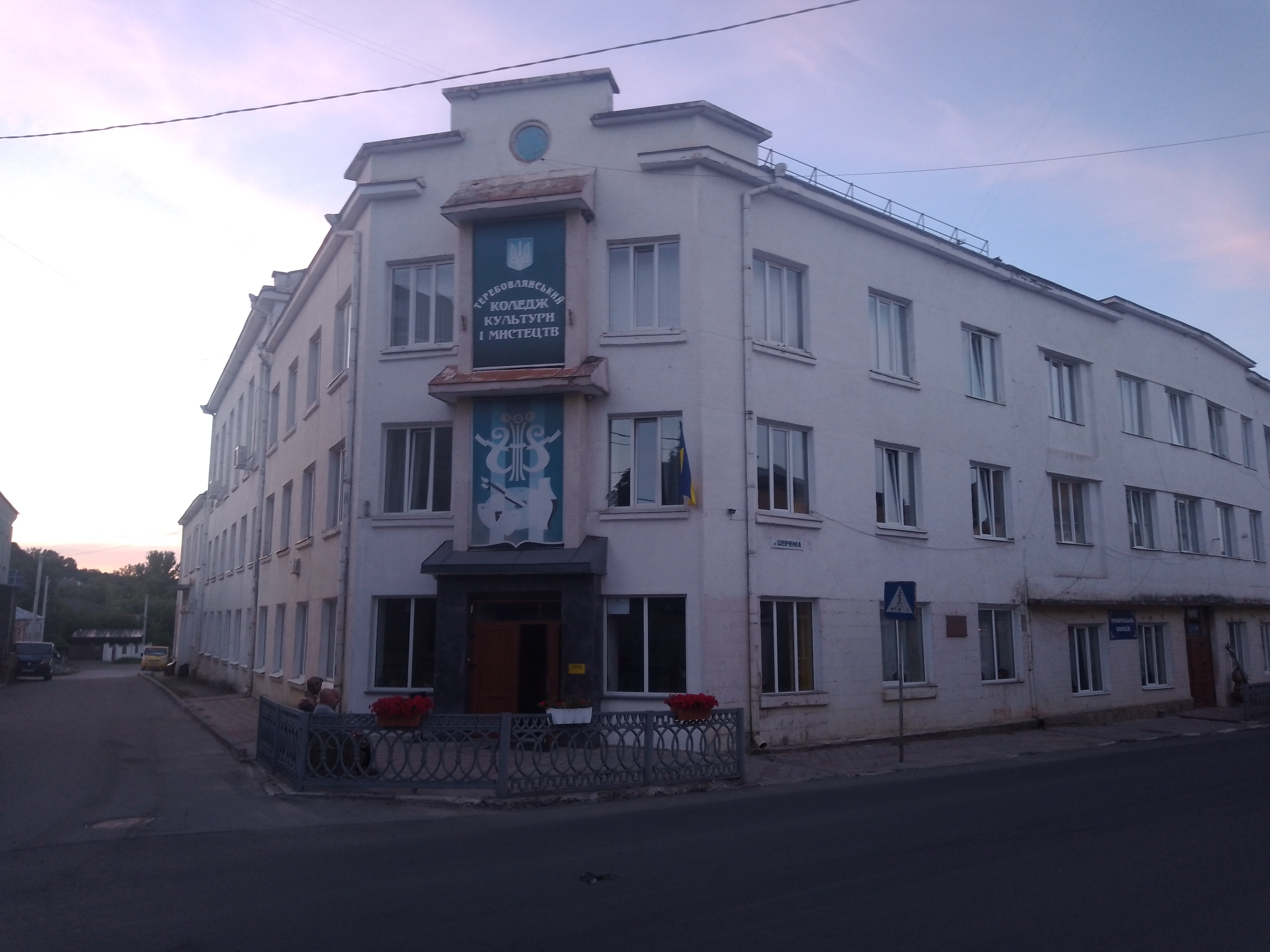
Фасад коледжу в 2025 році

Теребовлянський фаховий коледж культури і мистецтв — комунальний навчальний заклад фахової передвищої освіти у місті Теребовлі, Тернопільської області. 

## Історія коледжу
Створений, як бібліотечна школа згідно з постановою президії Тернопільського облвиконкому від 5 червня 1940 року. Друга світова війна завдала значної шкоди майну школи. Тому невдовзі після звільнення міста розпочалися роботи для відновлення навчального закладу. З 1945 року на базі вказаної школи розпочав свою роботу Теребовлянський технікум підготовки культурно-освітніх працівників. 
У 1961 році технікум реорганізовано в культурно-освітнє училище.
У зв'язку з перебудовою вищої і середньої спеціальної освіти в 1991 році навчальний заклад перейменовано на Теребовлянське вище училище культури. З 1995 року Теребовлянське вище училище культури є правонаступником Теребовлянського училища культури. З 2015 року Теребовлянське вище училище культури іменується, як комунальна установа Тернопільської обласної ради «Теребовлянське вище училище культури». 
У 2017 році змінено назву на Теребовлянське вище училище культури. З 2019 року Теребовлянське вище училище культури перейменовано на Теребовлянський коледж культури і мистецтв.
Згідно з рішенням Тернопільської обласної ради від 6 липня 2020 року № 1617 Теребовлянський коледж культури і мистецтв перейменовано на Теребовлянський фаховий коледж культури і мистецтв.

## Перелік спеціальностей
- 028 «Менеджмент соціокультурної діяльності»
- 025 «Музичне мистецтво»: «Народне пісенне мистецтво»;  «Народне інструментальне мистецтво» (народні інструменти);  «Народне інструментальне мистецтво» (духові інструменти);
- 026 «Сценічне мистецтво»:  «Видовищно-театралізовані заходи».
- 024 «Хореографія»:  «Народна хореографія»;
- 023 «Образотворче мистецтво, декоративне мистецтво, реставрація»:  «Декоративно-прикладне мистецтво»  «Скульптура»
- 029 «Інформаційна, бібліотечна та архівна справа».

Форми навчання: денна і заочна.

## Народні аматорські колективи
- Чоловічий вокальний ансамбль «Октава» — заснований 1967 року, з 1996 — звання «народний аматорський»
- Ансамбль «Любисток»[2]
- Фольклорно-етнографічний ансамбль «Намисто»
- 1994 року організований ляльковий театр

## Керівництво
- Я. Олійник (1950—1965),
- Іван Вітенко (1965—1969),
- Анатолій Гончаров (1969—1986),
- Віталій Конончук (1986—1991),
- Борислав Івасів (1992—1993),
- Орест Олійник (1993—1998),
- Микола Виннічик (1999[3]—2020[4]),
- Петро Майовський (2020—2021)[4],
- Олена Ткачук (в.о.; від 2021)[4].

## Випускники
- Ковальчук Володимир Михайлович (* 1941) — український хоровий диригент, майстер художнього оброблення шкіри, народний майстер декоративно-прикладного мистецтва.
- Кульпа Юрій Степанович (нар. 1976) — український журналіст, військовик (лейтенант). Член НСЖУ (2002).